# Enchelyurus kraussii
Enchelyurus kraussii är en fiskart som först beskrevs av Klunzinger, 1871.  Enchelyurus kraussii ingår i släktet Enchelyurus och familjen Blenniidae. Inga underarter finns listade i Catalogue of Life.